# 998 Bodea
998 Bodea là một tiểu hành tinh vành đai chính.